# Фокус-стекинг

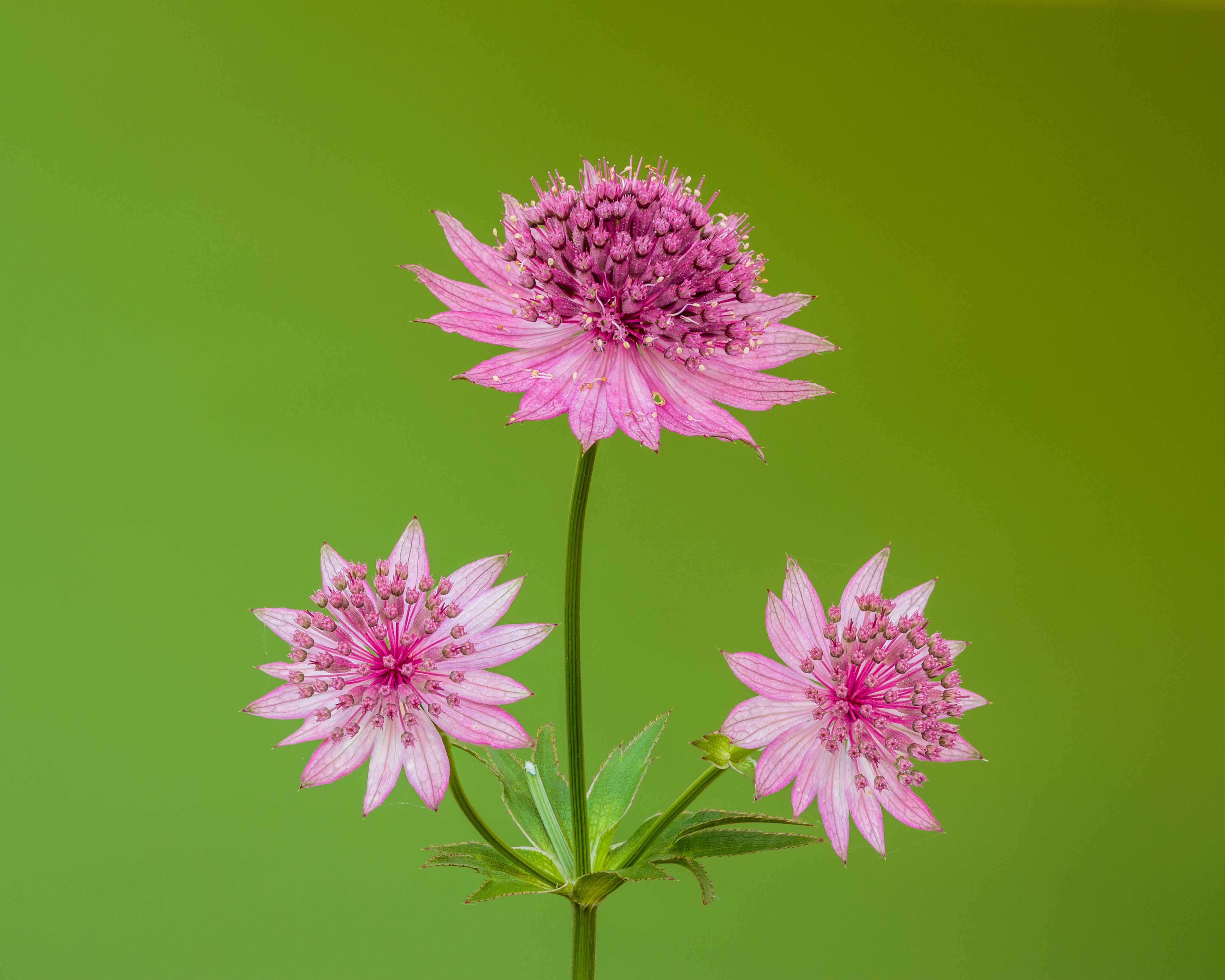
Соцветие астранции крупной (Astrantia major) 'Roma'. Фокус-стекинг из 18 кадров

Фокус-стекинг — метод цифровой обработки изображений (также известный как слияние фокусной плоскости и z-стекинг) для получения итогового изображения с большей глубиной резкости (ГРИП) посредством объединения исходных, сделанных с разными расстояниями наводки.

## Описание
Фокус-стекинг представляет собой метод цифровой обработки изображений, который объединяет несколько изображений, сделанных с разными точками фокусировки, чтобы получить результирующее изображение с большей глубиной резкости (ГРИП), чем любого из отдельных исходных изображений. Фокус-стекинг может использоваться в любой ситуации, когда отдельные изображения имеют очень малую глубину резкости; макросъёмка, оптическая микроскопия и фотограмметрия являются типичными сферами применения. Фокус-стекинг также может быть полезен в пейзажной фотографии. Фокус-стекинг обеспечивает гибкость: поскольку это вычислительная техника, изображения с несколькими различными глубинами резкости могут генерироваться в пост-обработке и сравниваться для достижения лучших художественных достоинств или научной ясности. Фокус-стекинг также позволяет создавать изображения, которые с обычным оборудованием для обработки изображений сделать физически невозможно.
Исходными данными для фокус-стекинга является серия изображений, сделанных с разными расстояниями наводки фокуса; в каждом изображении будут фокусироваться различные области объекта. Хотя ни одно из этих изображений не имеет объекта полностью в фокусе, в совокупности они содержат все данные, необходимые для создания изображения, которое имеет все части объекта в фокусе. Области с фокусом каждого изображения могут быть обнаружены автоматически, например, посредством выделения границ, анализа Фурье или выбраны вручную. Затем патчи (части изображений), сфотографированные резко, объединяются для создания окончательного изображения.

## В фотографии

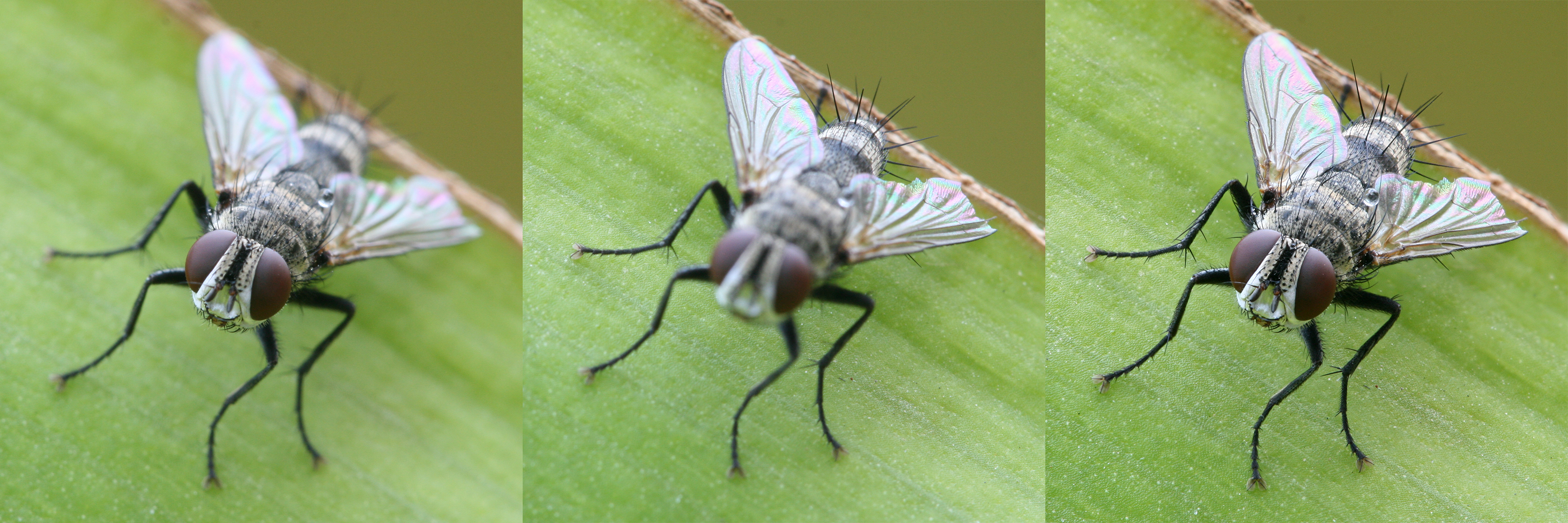
Изображение, демонстрирующее фокус-стекинг из шести снимков мухи. Первые два изображения иллюстрируют типичную ГРИП одного изображения на f/10, тогда как третье изображение представляет собой итоговую совокупность шести изображений.

Получение достаточной глубины резкости может быть особенно сложным в макросъёмке, поскольку глубина поля меньше для объектов, находящихся ближе к камере, поэтому, если маленький объект заполняет кадр, он часто настолько близок, что вся его глубина не может быть в фокусе. Глубина резкости обычно увеличивается путем остановки диафрагмы (с использованием большего числа f), но за пределами определённой точки остановка приводит к размытию из-за дифракции, что мешает фокусировке. Также при этом уменьшается яркость изображения. Фокус-стекинг позволяет эффективно увеличить глубину резкости изображений, сделанных при самой резкой диафрагме. Изображения справа иллюстрируют увеличение ГРИП, которое может быть достигнуто путем объединения нескольких изображений.

## В микроскопии

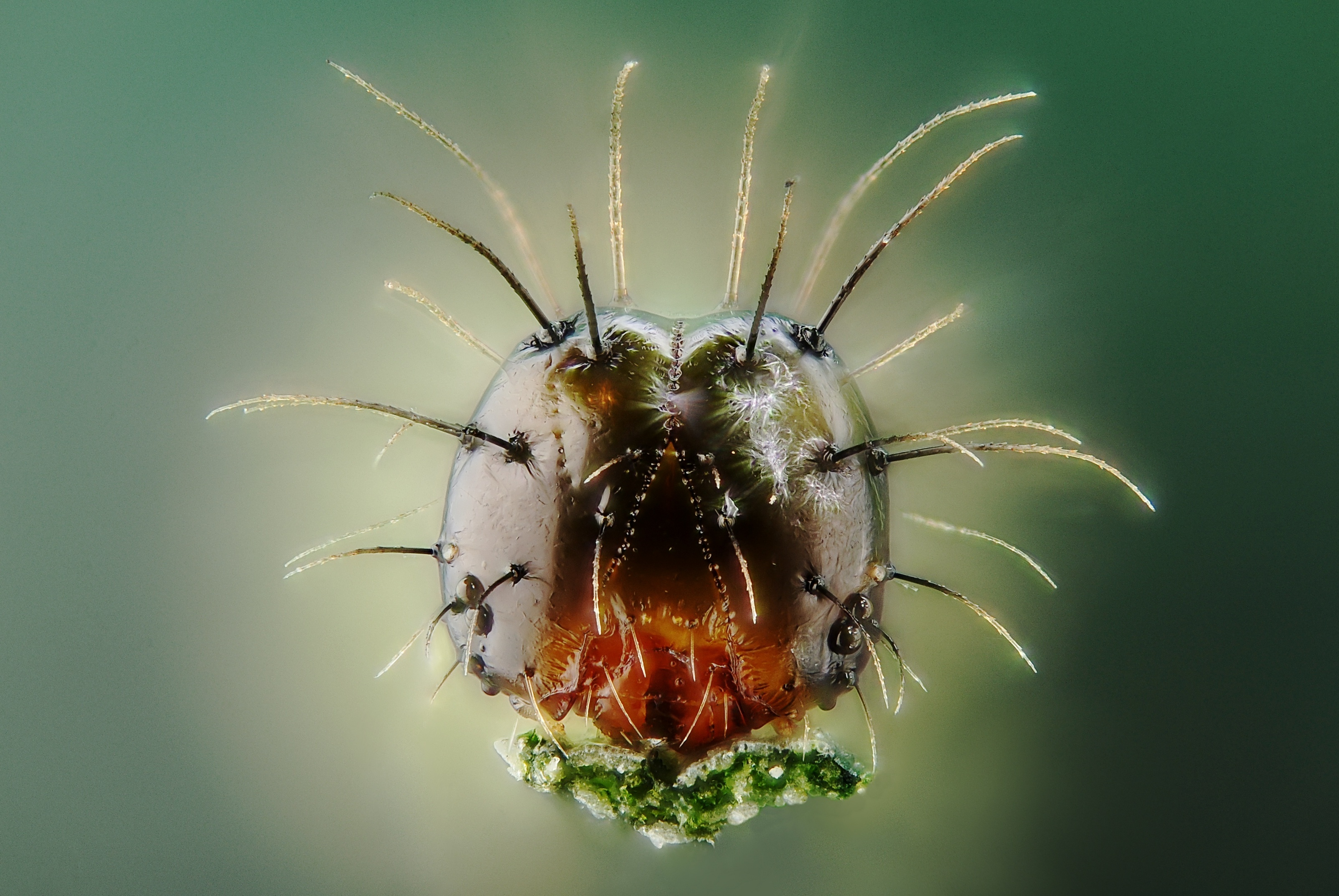
Использование в микроскопии: голова молодой гусеницы бабочки, 104 изображения

В микроскопии требуются большие числовые диафрагмы для захвата как можно большего количества света из небольшого образца. Высокая числовая диафрагма (эквивалентная низкому числу f) дает очень малую глубину резкости. Объективы с более высоким увеличением обычно имеют меньшую глубину резкости; объектив с увеличением 100х с числовой диафрагмой около 1,4 имеет глубину поля около 1 мкм. При наблюдении за объектом, ограничения мелкой глубины резкости легко обходить путем фокусировки вверх и вниз по образцу; для эффективного представления данных микроскопии сложной трехмерной структуры в 2D-формате фокус-стекинг — очень полезный метод.